# Youssef Ibrahim Sarraf
Youssef Ibrahim Sarraf (* 5. Oktober 1940 in Kairo, Ägypten; † 31. Dezember 2009) war Bischof von Kairo der Chaldäisch-Katholischen Kirche.

## Leben
Youssef Ibrahim Sarraf besuchte die Jesuitenschule in Kairo und trat danach in das Priesterseminar in Maadi bei Kairo ein. Danach studierte er Philosophie und Theologie an der Päpstlichen Universität Urbaniana in Rom. Er empfing die Priesterweihe der mit der römisch-katholischen Kirche unierten chaldäischen Kirche am 19. Dezember 1964. Danach studierte er Kirchenrecht an der Päpstlichen Lateranuniversität. Youssef Ibrahim Sarraf war Sekretär am Zweiten Vatikanischen Konzil.
1984 wurde er von Papst Johannes Paul II. zum Bischof der Eparchie Kairo der Chaldäer ernannt. Die Bischofsweihe spendete ihm am 13. Mai 1984 der Patriarch von Babylon der Chaldäer, Paul Cheikho; Mitkonsekratoren waren Raphael I. Bidawid, Bischof von Beirut, und Georges F. Garmou, Erzbischof von Mosul.
Er war 2009 Vizepräsident der Kommission für die Öffentlichkeitsarbeit der Bischofssynode von Afrika.